# 李純 (正德進士)
李纯（1463年—？年），字在誠，福建兴化府莆田縣人，明朝政治人物。

## 生平
治《書經》，行三，弘治八年（1495年）乙卯科福建鄉試第四十二名舉人，曾任浙江鄞县学训导，年四十六歲中式正德三年（1508年）戊辰科會試第三十一名，第三甲第二百名進士。初知蕲州，改任钦州，曾经引江水为州城護城河。官终宗人府经历。

## 家族
曾祖李宏基。祖父李井。父李恒仁。母陈氏。慈侍下。兄允恭、弟緖、纶、选。